# 6623 Trioconbrio
6623 Trioconbrio este o planetă minoră (asteroid), cu un diametru de 5,48 km, din centura de asteroizi. A fost descoperită pe 25 iunie 1979 la Observatorul Siding Spring de Eleanor F. Helin și a fost numită după Trio con Brio Copenhagen⁠(d). 
Obiectul prezintă o orbită caracterizată de o semiaxă mare de 2,4839451 UAi, o excentricitate de 0,13, o înclinație de 4,55404 ° în raport cu ecliptica.